# الیکایی یوکاتان
الیکایی یوکاتان (نام علمی: Campylorhynchus yucatanicus) نام یک گونه از سرده خمیده‌منقارها است.